# Yvon Mougel
Pour les articles homonymes, voir Mougel.
Yvon Mougel, né le 25 mai 1955 à Cornimont (Vosges), est un biathlète français.
Il est le premier médaillé français aux Championnats du monde en 1981.

## Biographie
Il est le fils d'une famille de La Bresse dans le département des Vosges. En 1971, il commence le biathlon à l'âge de seize ans en tirant avec des fusils de guerre et de vraies balles, à une distance de 150 m.
Au cours de sa carrière sportive, il participe à près de 350 biathlons. Il remporte la médaille de bronze aux Mondiaux de Lahti en Finlande en 1981 et dispute trois fois les Jeux olympiques. Actif au niveau international de 1976 à 1984, il monte sur deux autres podiums en Coupe du monde à Ruhpolding en 1980 et Falun en 1984.
Il est porte-drapeau de l'équipe de France aux Jeux olympiques d'hiver de 1984 à Sarajevo.
Il a été entraîneur de Raphaël Poirée, qui a obtenu huit titres mondiaux et est médaillé olympique, ainsi que de Patrice Bailly-Salins, médaillé olympique 1994 et champion du monde 1995.

## Palmarès

### Championnats de France
Yvon Mougel a été 17 fois champion de France.

### Championnats du monde
- Championnats du monde de 1981 à Lahti (Finlande) :
  -  Médaille de bronze sur l'individuel 20 km.

Il est le premier biathlète médaillé français aux championnats du monde.

### Jeux olympiques d'hiver
Il a été sélectionné à trois reprises aux Jeux olympiques d'hiver, en 1976 à Innsbruck, en  1980 à Lake Placid et en 1984 à Sarajevo, édition où il obtient son meilleur résultat olympique avec une quatrième place sur l'individuel.
| Épreuve / Édition   | Sprint                           | Individuel | Relais |
| JO 1976 Innsbruck   | Épreuve inexistante à cette date | —          | 7e     |
| JO 1980 Lake Placid | 33e                              | 6e         | 5e     |
| JO 1984 Sarajevo    | 6e                               | 4e         | 9e     |

Légende :
- : pas d'épreuve
- — : Non disputée par Yvon Mougel

### Coupe du monde
- Meilleur classement général : 9e en 1984[3].
- 3 podiums individuels : 1 deuxième place et 2 troisièmes places.